# Павлов, Семён Андреевич
Семён Андреевич Павлов (1893—1941) — советский художник.

## Биография
Семён Андреевич Павлов родился в 1893 году в Санкт-Петербурге. Учился в художественной школе при Обществе поощрения художников (1904—1906, 1912—1916), параллельно с учёбой работал на художественно-гравёрном отделении Петроградской фабрики «Гознака». Окончив школу, в 1917 году продолжил обучение в Академии художеств под руководством Д. Н. Кардовского, В. И. Шухаева, К. С. Петрова-Водкина, В. И. Козлинского. С 1918 года принимал участие в художественных выставках.
Окончив Академию в 1922 году, занялся профессиональной творческой деятельностью. Состоял членом объединения «Община художников», являлся одним из членов-учредителей Ленинградского филиала Ассоциации художников революционной России (впоследствии — Ассоциация художников революции), ставшего предтечей Ленинградского отделения Союза художников СССР. Участник выставочной группы «Шестнадцать» (1923—1928), член учредитель «Общества живописцев» (1928—1930).
С 1929 года активно занимался преподавательской работой, преподавал в Ленинградском ВХУТЕИНе (ныне — Ленинградский высший художественно-технический институт), затем в Ленинградском институте живописи, скульптуры и архитектуры (ныне — имени И. Е. Репина).
Являлся автором многих художественных работ, в настоящее время хранящихся в фондах Государственной Третьяковской галереи, Государственного Русского музея, Центрального музея Вооружённых Сил Российской Федерации, Государственном центральном музее современной истории России. Одни из наиболее значительных выставок, в которых принимал участие Семён Павлов — выставки к 10- и 15-летию Рабоче-Крестьянской Красной Армии. Наиболее известны его пейзажные работы, в том числе: «Василеостровский пейзаж» (1923), «Зима» (1923), «Зимний пейзаж» (1924), «Индустриальный пейзаж» (1925), «Зимний пейзаж. На окраине» (1926) и т. д. Кроме того, творил в жанрах натюрморта и портрета.
В 1941 году Павлов погиб во время блокады Ленинграда.